# Pete Davidson
Peter "Pete" Davidson (Staten Island, 16 november 1993) is een Amerikaanse stand-upcomedian en acteur. Van 2014 tot 2022 maakte hij deel uit van de cast van het sketchprogramma Saturday Night Live.

## Biografie
Pete Davidson werd in 1993 geboren op Staten Island, (New York), de zoon van Amy Waters en Scott Davidson. Zijn vader was een brandweerman die om het leven kwam bij de terroristische aanslagen van 11 september 2001. Hij heeft een jongere zus, Casey. Hij ging een tijdje naar St. Francis College in Brooklyn, maar maakte zijn studie niet af.
Het overlijden van zijn vader had een grote impact op Davidson, die een droevige jeugd kende. Hij was overweldigd door het trauma en als een gevolg daarvan had hij op school enkele nare incidenten. Zo rukte hij ooit zijn haar uit tot hij kaal was.
Op zestienjarige leeftijd begon Davidson met stand-upcomedy in New York. In diezelfde periode werd vastgesteld dat hij aan de ziekte van Crohn leed, waarna hij medicinale marihuana kreeg als deel van zijn behandeling. Davidson beweerde dat hij niet kon optreden zonder marihuana te gebruiken en raakte verslaafd aan de drug. In zijn optredens maakt hij vaak grappen over zijn persoonlijk leven, waaronder de vroege dood van zijn vader en zijn ongemakkelijke schooljaren.
In 2013 maakte hij zijn acteerdebuut in de komische MTV-series Failosophy en Guy Code. Daarnaast verscheen hij als stand-upcomedian ook in programma's als Jimmy Kimmel Live! en Wild 'N Out. In 2014 sloot Davidson zich aan bij de cast van Saturday Night Live (SNL). Hij mocht voor het sketchprogramma auditie doen dankzij SNL-acteur Bill Hader, die hij had leren kennen op de set van Trainwreck (2015). In zijn debuutseizoen bij SNL maakte hij naam met "The Jungle", een parodie op Indiana Jones waarin hij en gastacteur Dwayne "The Rock" Johnson dodelijk gif uit elkaars lichaam zuigen en zo in een seksuele positie belanden.
In 2017 ging Davidson in behandeling voor zijn marihuanaverslaving. Zo ontdekte hij dat enkele persoonlijke problemen die hij aan zijn verslaving had toegeschreven niet het gevolg waren van zijn druggebruik, maar deel uitmaakte van een borderline-persoonlijkheidsstoornis.
Vanaf mei 2018 had hij een relatie met zangeres Ariana Grande. Op 12 juni 2018 werd bekend dat de twee waren verloofd maar in oktober 2018 gingen ze uit elkaar als vrienden. De reden hiervan hielden zij geheim.
Van november 2021 tot augustus 2022 had Davidson een relatie met reality-ster Kim Kardashian, Kardashian had een maand eerder opgetreden als host tijdens een aflevering van Saturday Night Live, waar ze met Davidson kuste in een op Disney geïnspireerde sketch als Jasmine en Aladdin. Kardashian had begin dat jaar de echtscheiding aangevraagd van Kanye West, die pas werd afgerond in maart 2022. West refereerde naar deze relatie in zijn 2022 single "Eazy", dat bedreigingen bevatte naar Davidson toe. De muziekvideo voor Easy bevatte een Claymation figuur van Davidson dat ontvoerd en begraven werd, en toonde zijn afgehakte hoofd.

## Filmografie
Film
- School Dance (2014)
- Trainwreck (2015)
- Set It Up (2018)
- What Men Want (2019)
- Big Time Adolescence (2019)
- The Dirt (2019)
- The Angry Birds Movie 2 (2019) (stem)
- The Jesus Rolls (2019)
- The King of Staten Island (2020)
- The Suicide Squad (2021)
- Bodies Bodies Bodies (2022)
- I Want You Back (2022)
- Marmaduke (2022) (stem)
- Good Mourning (2022)
- Meet Cute (2022)
- Guardians of the Galaxy Vol. 3 (2023)
- Dumb Money (2023)
- Riff Raff (2024)

Televisie (selectie)
- Brooklyn Nine-Nine (2013)
- Saturday Night Live (2014–2022)
- The Rookie (2020-2022)
- Bupkis (2023- )